# Lakenheath
Lakenheath – wieś w Anglii, w hrabstwie Suffolk, w dystrykcie West Suffolk. Leży 59 km na północny zachód od miasta Ipswich i 111 km na północny wschód od Londynu.